# 高校入試 (テレビドラマ)
『高校入試』（こうこうにゅうし）は、フジテレビ系の「土ドラ」枠で2012年10月6日から12月29日まで放送された日本のテレビドラマ。全13回。主演は長澤まさみ。脚本は本作がテレビドラマ初執筆となる作家の湊かなえ。
地上波では45分×13話に再構成された湊かなえによるオリジナル脚本（60分×10話）に基き、『高校入試 シナリオコンプリート版』と題してフジテレビNEXTで2013年1月20日から3月24日まで放送された。全10回。
地上波放送に合わせ『小説野性時代』（角川書店）の2012年11月号から2013年2月号までシナリオを連載、『高校入試 シナリオ』と題して2012年12月に角川書店より刊行された。また、テレビドラマの脚本をもとに新たに小説を書き下ろし2013年6月に角川書店より刊行されている。

## 概要
地元で有名な進学校である県立高校で、その入試を妨害するために勃発する出来事を描くミステリードラマ。入試日とその前日に起こる、試験を阻止するための様々な出来事を、同校教師の視点から、その犯人や目的を明らかにしながら、入試制度に一石を投じようとする物語である。
入試を妨害する予告の張り紙、教師の携帯電話の盗難、当日は答案用紙の紛失、試験中の試験問題の漏洩、携帯電話の鳴動などのほか、それらのネット掲示板への投稿などに加え、親、教え子の不審・情動的な行動、教師自身も不審な行動をとるなど、関係教師が困惑する出来事が次々に起きる。登場する教師や生徒らにはそれぞれ入試にまつわる過去や互いの人間関係の軋轢があり、誰もが疑わしい中で話が進んでいくが、後半から思わぬ方向に展開していく。
結局、首謀者、共犯者が明らかにされ、教師、生徒がかかわっていたことが明らかになるが大きな制度の流れは変わらず、またいつもの日常が戻って繰り返されていくという内容のモノローグで終了する。

## 登場人物

### 県立橘第一高等学校

#### 教職員
春山 杏子〈28〉
演 - 長澤まさみ
本作の主人公。英語担当。高校まで海外で過ごした帰国子女。業界でも大手と言われる旅行会社「大洋ツーリスト」で高校の修学旅行を担当していたが、その仕事をする中で自分が帰国子女であることから日本の学校制度を全く知らないことに気付き、日本の学校についてより深く知りたいと思うようになり、学校教育に携わる仕事に就きたいと一念発起し教員採用試験を受け、高校教師になる。
仕事をそつなくこなす姿勢から周りの教師に信頼され、教師1年目から2年B組の担任を任されている。その勤務先の高校で入試に関わる事件に巻き込まれていく。
滝本 みどり〈25〉
演 - 南沢奈央
音楽担当。菫ヶ丘女子高校出身。同僚教師・相田と交際しており、入手困難な旅行チケットを手配して欲しいと杏子に依頼する。杏子が分からない校内の事柄について相談に乗っている。
職員室のパソコンで検索をかけた際に、この事件を取り上げたネット掲示板の存在を見つける。また、上条が答案を受け取った後、一時的に入試本部の留守を任されていたが特に異変はないという。
相田 清孝〈28〉
演 - 中尾明慶
体育担当。一高出身。生徒指導部。生徒の間では掃除大臣と呼ばれる。2年B組の石川衣里奈と恋愛関係に発展し、音楽教師の滝本とも交際している。
校内に潜伏していた衣里奈を発見するが、自身との関係をバラされそうになってしまい、彼女を匿うことにする。
坂本から英語の答案用紙の入った封筒を受け取り採点の行われる会議室に運ぶ。その後、誤って答案をバラ撒いてしまいその際白紙の答案が混じっていることに気づき予備と思って除外しておいたが、答案の枚数を数えなかった。
小西 俊也〈33〉
演 - 徳山秀典
英語担当。杏子の指導担当。清煌学院高校出身。「入試をぶっつぶす!」という張り紙や坂本の携帯が2年B組の黒板の上に放置されていた件に関して、事件に発展した場合は校長が責任を取ってくれるのかと追及したが上手くはぐらかされてしまう。
英語担当の中では最も冷静な立場を取り、一連の問題については答えを出すのを急がず慎重にすべきと考える。試験会場の注意事項の張り紙の不備を見つけた人物であり、幸造が発見した答案を少し見ただけでほぼ満点であると見抜くほどに頭の回転が速い。
村井 祐志〈25〉
演 - 篠田光亮
数学担当。県立橘第三高校出身。常勤講師。校長から契約更新の打診がないことを不安に思っている。また、成果を出そうと必死になるが行動が伴わず、常に空回りしている。
試験会場に一人残って答案用紙を回収し途中退席した麻美の分も含め、答案の枚数が揃っていることを確認し入試本部へ持ち運ぶ。また、掃除用具入れに隠されていた杏子のものらしき携帯電話を発見する。
宮下 輝明〈43〉
演 - 小松利昌
美術担当。一高出身。新任で分からないことが多い杏子を気にかけ、職員室で隣の席に座っていることもあり何かと助言している。
採点が始まるまで答案には触れていないというが、59番の答案の告発文と46番の答案の欠落に最初に気付いた人物である。
荻野 正夫〈55〉
演 - 斉木しげる
情報処理担当。一高出身。入試部長。平成25年度の入学試験を取りまとめている。かつては英語を教えていた経験もある。
上条や的場などの入試本部の人間の中では落ち着いている方で、英語の答案問題に関しては聞き取り調査も行った。掲示板に関しては曖昧な書き込みが多く当初問題視しなかったが、水野の意見を受け最終的に管理人に警告文を送る決断に至る。
水野 文昭〈43〉
演 - 阪田マサノブ
社会担当。一高出身。東京大学出身で管理職候補ナンバー1。隙がなく真面目で気軽に話しかけにくい雰囲気を醸し出している。
一連の問題が起こった試験会場の責任者で、試験終了後は携帯電話の返却のために村井を残して会場を離れている。村井が答案を数えた後、彼もまた全員分の枚数が揃っているのを確認し受験番号も一応チェックしたという。
試験終了後も学校内の様子が掲示板に書かれ続けていることから、管理人に削除要求を出すことを提案する。
松島 崇史〈45〉
演 - 羽場裕一
英語担当。一高出身。常勤講師・村井は教え子。英語科をまとめる立場にあるが息子が今年、一高を受験することになり公平を期するために答案用紙の採点などが出来ない。試験中は沢村の要求で待合室に待機しており、他の保護者にお茶を入れていた。
試験後には息子とまた、トイレから出た際に同じく女子トイレから姿を現した坂本と鉢合わせするが、怪しい人物は見ていないという。
坂本 多恵子〈48〉
演 - 高橋ひとみ
英語教科主任。一高出身。娘も名門である一高の卒業生で、結婚相手も一高を卒業していないと格差が生じ、結婚生活も長く続かないと思っている。一流企業に勤めているというキャリアよりも一高を卒業しているという事実が大事と考える人物である。電卓が悪いと言い訳にした採点ミスや採点結果のパソコン入力ミスなど、坂本は入試採点の際に様々なトラブルを引き起こしてきた。
入試本部から英語の答案用紙の入った封筒を受け取りトイレに立ち寄り洗面台に封筒を置いたまま用を足し、その後は他の教師を呼び出しに行くために封筒を相田に託す。さらに会議室では相田とぶつかり、そのせいで彼が答案を落としてしまい一緒に拾うのを手伝った。
上条 勝〈50〉
演 - 清水一彰
教頭。元国語担当。一高出身。書類を作成するときに手書きよりパソコンで入力した方が何倍も楽であることに気付き、古い考えに固執せず勉強したためにパソコンに詳しくなる。
入試本部にて村井から英語の答案用紙を受け取り、枚数を数えた上で判子を押す。坂本が答案を受け取りに来る前に、偶然居合わせた滝本に留守を任せたことがある。また、採点が終わった後も一時的に席を外しておりその際滝本は不在だったため本部は採点結果を纏めたパソコンを残して空室となったが、その事は言い出せずにいた。
的場 一郎〈58〉
演 - 山本圭
校長。一高出身。高校入試の採点ミス問題が取りざたされるようになってから、周囲の目が厳しくなっているのでより気を引き締めて採点に臨むよう教師たちに訓示する。
沢村や芝田のクレームに対し動揺を隠せないでおり、麻美の携帯電話問題に関しては保身のため県に責任があると言い出す。

#### 学校関係者
石川 衣里奈〈17〉
演 - 山崎紘菜
杏子が受け持つ2年B組の女子生徒。男子バレーボール部マネージャー。かつて、自身の入試受験日に廊下に置いてあったバッグの中で携帯電話が鳴ってしまい、そのことで入学後に言いがかりとも取れる因縁をつけられ、友達ができず仲間外れにされていた。また、かつて坂本が連絡メールに気づかなかったことでスピーチコンテストを失格になったことがある。
試験当日は彼女の誕生日であり受験生のふりをして相田に会うためにバレー部部室に潜伏しており、紛失したはずのGOLD VIPカードも彼女が所持していた。
沢村 幸造〈50〉
演 - 入江雅人
同窓会会長。一高の卒業生であることに誇りをもち、一高を敬愛している。同窓会会長の立場から他の保護者と同一に扱われるのを嫌う。
息子・翔太から携帯電話が鳴った話を聞き、彼の試験結果に影響が出ると考え、クレームを突き付ける。
さらに校内の窓に張り付けられていた翔太の答案を発見して突き付けるも、それらの行動が掲示板に筒抜けであると知ると慎重になる。
芝田 昌子〈38〉
演 - 生田智子
麻美の母親。夫は県会議員という立場のため、一人娘に過度な期待を掛ける。
麻美の携帯電話の件で応接室に呼ばれ、自身が試験中にメールを送ったことを認めるも、注意事項の不備を指摘した。
麻美が一高に行かないと言い始めたことで再度学校に詰め寄り、掲示板でのやりとりを知ると全責任を学校へ押し付け、謝罪会見を要求する。

#### 受験生徒
芝田 麻美〈15〉
演 - 美山加恋
受験番号77番。親から過度な期待を掛けられ苦しんでいる。教職員が試験妨害やカンニング防止の理由で携帯電話を回収しようとした際、携帯電話がないと不安に陥るため「持っていない」と嘘をつくが、最終1科目の試験途中で携帯着信音が鳴ってしまい退場処分を受ける。
2年B組の教室だけ「入試の注意事項」が去年の注意事項の紙に差し替えられており、「携帯電話は電源を切っておく」の項目だけが更新されていない不備が見つかったことで、試験妨害による失格処分は免除される。
携帯電話に依存するようになったのはそれがないために同級生から仲間外れになったためであり、携帯電話の持ち込みが知れることで一高入学後も同じ目に遭うのではないかと恐れている。
田辺 淳一〈15〉
演 - 柾木玲弥（少年期：横山幸汰）
受験番号46番。光一の弟。内申書で最高評価を取り、一高の試験では英語以外の科目でほぼ満点を取るほどの優等生で、実は既に清煌学院に合格している。
採点の際、彼の英語科目の答案用紙が無く、代わりに見つかった白紙の解答用紙が彼のものではないかと疑われる。
松島 良隆〈15〉
演 - 高杉真宙
受験番号59番。一高教諭・松島の息子。翔太の同級生で、彼から執拗ないじめを受けている。
清煌学院を志望していたが結局不合格に終わり、一高を逃すと後がない状況にある。
英語科目の解答用紙の欄外にて、翔太のカンニングの旨を告発する。
沢村 翔太〈15〉
演 - 清水尋也
受験番号55番。同窓会会長・沢村の三男。良隆の同級生。周囲に隠れて良隆をいじめている。
英語科目の試験中、麻美の携帯着信音が鳴った騒ぎに乗じて、答案のカンニングをする。
また、幸造により英語科目の2枚目の解答用紙が発見され、一方が100点だと分かると100点の方が本物と主張する。

### その他
寺島 俊章
演 - 姜暢雄
元高校教師。徳原の大学時代の先輩。杏子の元恋人で、修学旅行を通じて知り合う。熱血教師で高い理想を持っていたが、私立高校の生徒が第一志望にしていた高校を採点ミスで落とされて自殺し、その入試に関わった自責の念から酒に溺れるようになる。アルコール依存症を患った状態で車道に飛び出し、死亡する。
田辺 光一〈20〉
演 - 中村倫也
楢沢学園高校出身。5年前に弟の淳一と同じく一高の入学試験に望み、自己採点では合格ライン上にいたが結果は不合格だった。
その際採点ミスを疑い答案の開示請求をしたところ受験番号の記入漏れが発覚する。この経験を元に制作したドキュメンタリー映像が大会で銀賞を受賞する。しかし、この事がネットで誹謗中傷を受け精神的不安定になり、高校を中退し引きこもりになってしまう。
沢村 哲也〈25〉
演 - 荒木宏文
翔太の兄。一高に入学し、二流大学を卒業してから特に就きたい職が見つからないという理由でフリーターを続けている。
ネットで掲示板のことを紹介してもらい、その中に自分に関する書き込みを見つけ父や弟の関与を疑う。
徳原 優介〈28〉
演 - 倉貫匡弘
旅行会社「大洋ツーリスト」社員。杏子の元同僚。みどりの彼氏が「INDIGO RESORT」のGOLD VIPカードを紛失してしまい、杏子の依頼で橘第一高校に出向きカードを届ける。

## スタッフ
- 脚本 - 湊かなえ
- 演出 - 星護、北川学
- 演出補 - 三木茂、淵上正人
- 音楽 - 佐橋俊彦
- 主題歌 - back number「青い春」（ユニバーサルシグマ）
- 劇中歌 - 増岡太郎（綺羅院長）、りか（TYB48） / 「最後の雪」（第2話）
- キービジュアルデザイン - 清川あさみ
- 選曲 - 近藤隆史
- 音響効果 - 丹雄二
- エンドタイトルバック - 小林一博
- 編成 - 鹿内植
- 企画・プロデュース - 羽鳥健一
- プロデューサー - 栁川由起子
- プロデューサー補 - 井崎雅子
- 制作協力 - 共同テレビ
- 制作著作 - フジテレビ

## 放送日程
高校入試
| 各話                                                      | 放送日         | 演出        | 視聴率[5] |
| --------------------------------------------------------- | -------------- | ----------- | --------- |
| 第1話                                                     | 2012年10月06日 | 星護        | 7.7%      |
| 第2話                                                     | 10月13日       | 星護        | 6.3%      |
| 第3話                                                     | 10月20日       | 星護        | 7.0%      |
| 第4話                                                     | 10月27日       | 北川学 星護 | 4.9%      |
| 第5話                                                     | 11月03日       | 北川学 星護 | 7.2%      |
| 第6話                                                     | 11月10日       | 星護        | 5.9%      |
| 第7話                                                     | 11月17日       | 北川学      | 7.3%      |
| 第8話                                                     | 11月24日       | 北川学 星護 | 6.9%      |
| 第9話                                                     | 12月01日       | 北川学      | 7.8%      |
| 第10話                                                    | 12月08日       | 北川学      | 5.2%      |
| 第11話                                                    | 12月15日       | 星護        | 7.5%      |
| 第12話                                                    | 12月22日       | 星護        | 8.1%      |
| 最終話                                                    | 12月29日       | 星護        | 7.5%      |
| 平均視聴率 6.9%（視聴率は関東地区・ビデオリサーチ社調べ） |                |             |           |

高校入試 シナリオコンプリート版

| 放送回 | 放送日        | 演出 |
| ------ | ------------- | ---- |
| 第1話  | 2013年1月20日 |      |
| 第2話  | 1月27日       |      |
| 第3話  | 2月03日       |      |
| 第4話  | 2月10日       |      |
| 第5話  | 2月17日       |      |
| 第6話  | 2月24日       |      |
| 第7話  | 3月03日       |      |
| 第8話  | 3月10日       |      |
| 第9話  | 3月17日       |      |
| 最終話 | 3月24日       |      |

## 放送・配信
初回は15分拡大放送された（23:10 - 24:10）ほか、番組調整の都合上のため、第3話は23：30 - 24：15、第5話は23：25 - 24：10に放送時間が変更された。第10話は土曜プレミアム・大型ミステリー特別企画『スペシャルドラマ 再会』放送のため23:30 - 24:15放映。
地上波の放送から1週間後の土曜日18:00 - 18:45にケーブルテレビ・スカパー!向けの『フジテレビTWOドラマ・アニメ』にて時差再放送された。地上波の連続ドラマを直近の放送直後に衛星で再放送する例は民放では初のことである。
フジテレビの有料動画配信サービス「フジテレビ On Demand」では、最新話を放送終了直後に追加配信したほか、無料のダイジェスト版や現場のキャストの姿などの独自の番組を配信した。
2013年1月20日から『フジテレビNEXTライブ・プレミアム』で「シナリオコンプリート版」として放送。地上波では45分枠の全13回であったが、「シナリオコンプリート版」では50分枠の全10回に再構成された。
『メディアミックスα』（平日14:45 - 15:45、関東ローカル）にて2021年1月15日から2月2日まで、全話の特別編集版が再放送された。

## 関連商品
シナリオ
- 湊かなえ『高校入試 シナリオ』（2012年12月28日、角川書店、ISBN 978-4-04-110363-0）

サウンドトラック
- 佐橋俊彦『フジテレビ系ドラマ「高校入試」オリジナルサウンドトラック』（2012年11月28日発売、ポニーキャニオン、PCCR-00551）

Blu-ray/DVD
- 高校入試 シナリオコンプリート版 Blu-ray BOX（2013年4月17日発売、ポニーキャニオン、PCXC-60028）
- 高校入試 シナリオコンプリート版 DVD-BOX（2013年4月17日発売、ポニーキャニオン、PCBC-61704）

| フジテレビ 土ドラ                      | フジテレビ 土ドラ                   | フジテレビ 土ドラ                            |
| 前番組                                 | 番組名                              | 次番組                                       |
| -------------------------------------- | ----------------------------------- | -------------------------------------------- |
| 主に泣いてます （2012.7.7 - 2012.9.8） | 高校入試 （2012.10.6 - 2012.12.29） | カラマーゾフの兄弟 （2013.1.12 - 2013.3.23） |

## 小説
湊かなえが自身の手掛けたテレビドラマのシナリオをもとにあらためて小説として書き下ろし、2013年6月27日に角川書店より刊行された。2016年3月10日に角川文庫より文庫化されている。
小説化にあたって一から書き直すつもりで構成からやり直し、掲示板の書き込みを時間軸として各登場人物の視点から物語を展開。ドラマを観ていた人も観ていなかった人もまた「別もの」として楽しめるように、会話を主体に物語が進むテレビドラマに対して、「その人はこのとき、どんなことを思いながらこういう言葉を言っていたのかな」「画面ではこの人が映っていたけれど、じゃあ、それを見ている人はどんな気持ちだったのかな」などとテレビでは表現できない心理描写に注力して執筆している。また、結末はドラマのシナリオとは異なるものになっている。
毎週見てもらえる話を意識したテレビドラマの脚本と、単純な起承転結のみで成立する小説の両方を手掛けたことにより、「入れ物が変われば切り方も違う」ことに気づくことができ、本作を手掛けたことで「小説家として次のステージに進むことができた」と語っている。

### 書誌情報
- 高校入試（2013年6月27日、角川書店、ISBN 978-4-04-110479-8）
- 高校入試（2016年3月10日、角川文庫、ISBN 978-4-04-103809-3）